# Église Saint-Florent de Besneville
L'église Saint-Florent de Besneville est un édifice catholique, du milieu du XIIIe siècle, qui se dresse sur le territoire de la commune française de Besneville, dans le département de la Manche, en région Normandie. L'édifice est inscrit au titre des monuments historiques.

## Localisation
L'église est située sur le territoire de la commune de Besneville, dans le département français de la Manche.

## Historique
L'église remonte au milieu du XIIIe siècle,.
Pancrace Hellouin, cité en 1747, seigneur de Besneville, Gouey et Le Dicq fut inhumé dans le chœur le 25 novembre 1755.

## Description
L'édifice de style gothique présente un plan de type église-halle, une grande salle à triple vaisseau, largement dégagée, aux voûtes élevées de hauteur quasi-identique, et aussi haute que large,, et un transept élevé. La nef aveugle, de la fin du XIIIe siècle, s'éclaire indirectement par les fenêtres des bas-côtés.
Elle comprend une « très haute nef charpentée » à collatéraux, un clocher coiffé d'un toit en bâtière. Le chœur simple date du XIIIe siècle.

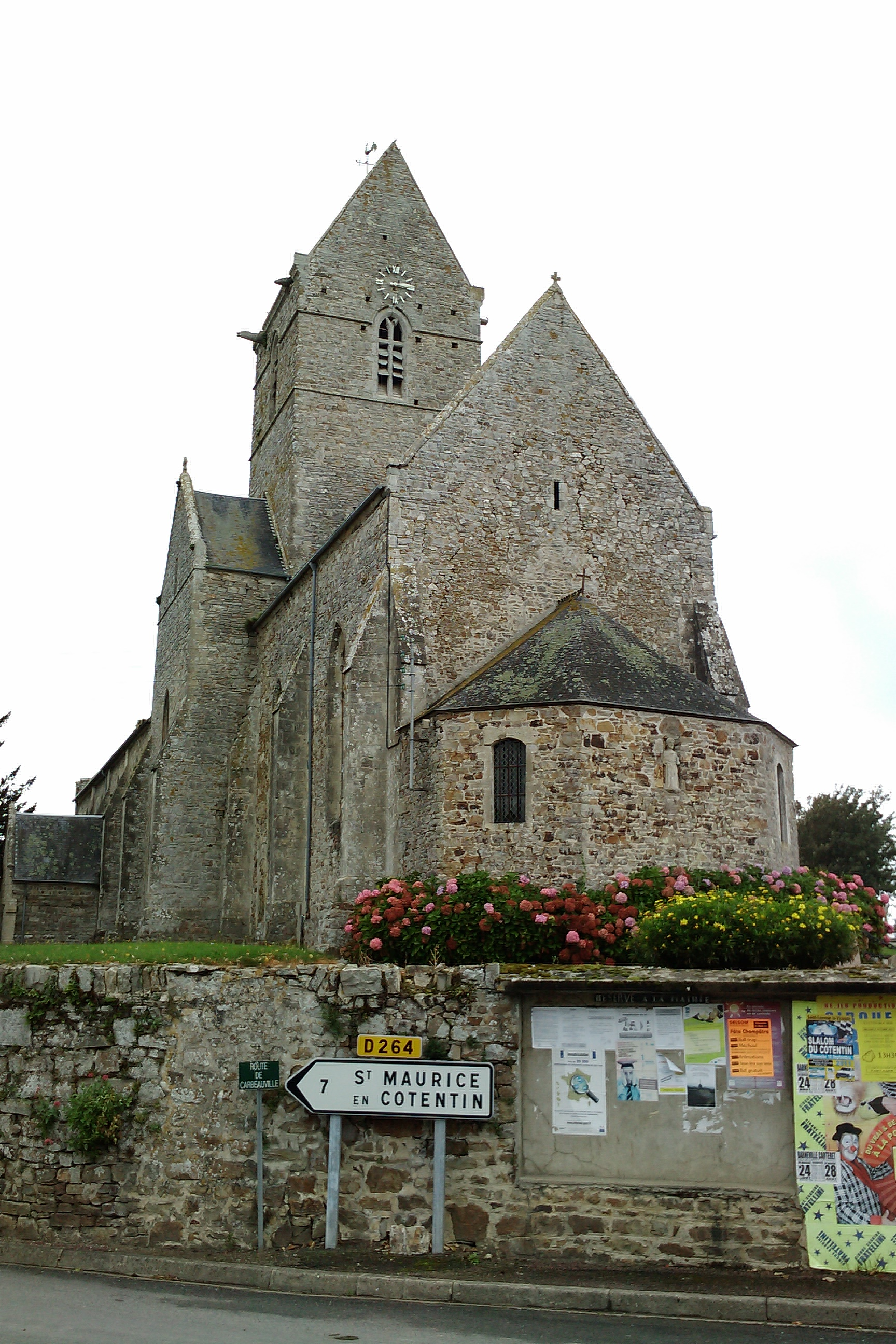
Vue du chevet.
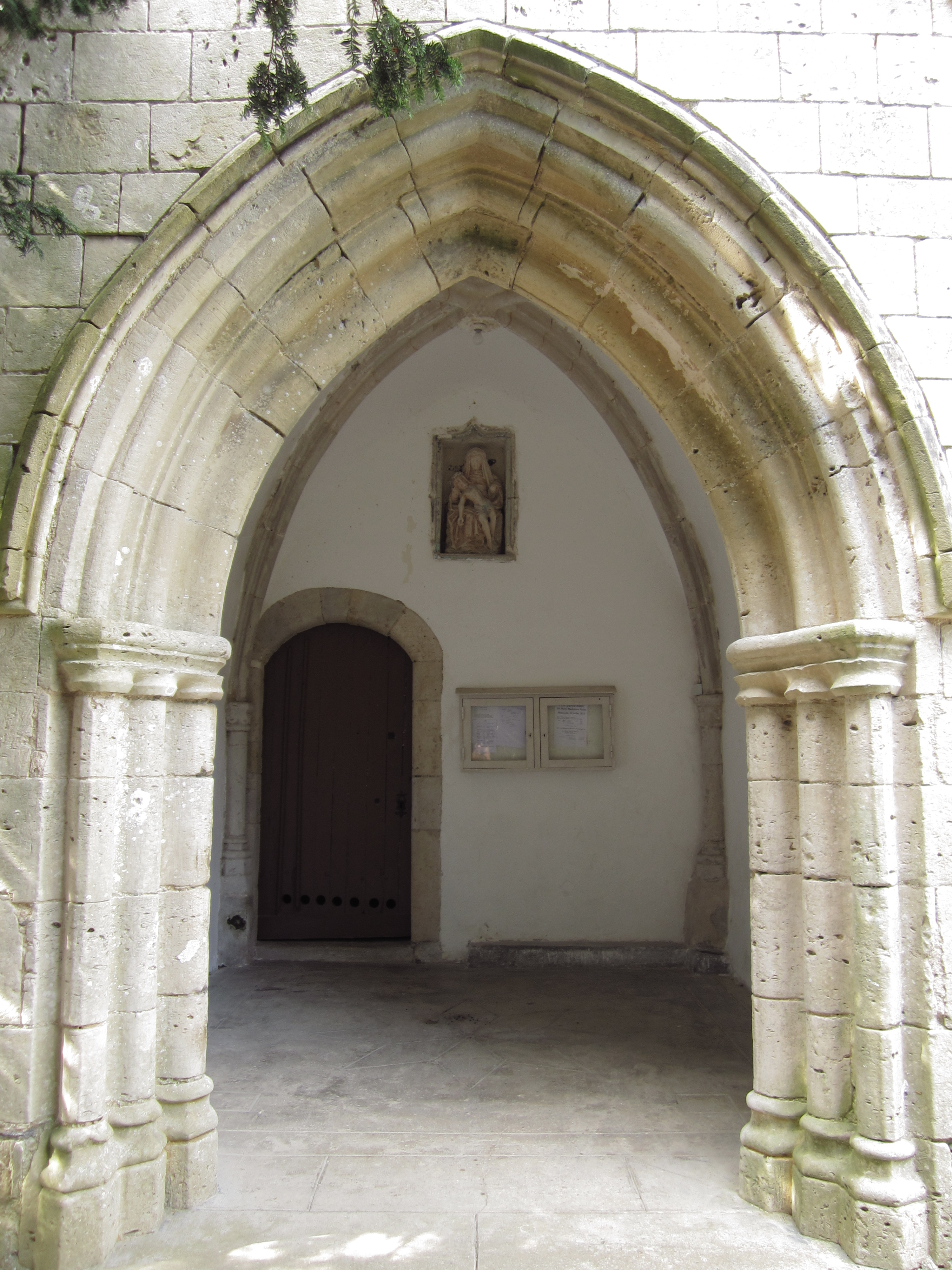
Vue du porche.

## Protection
L'église est inscrite au titre des monuments historiques par arrêté du 6 septembre 1993.

## Mobilier
L'église possède un riche mobilier classé au titre objet aux monuments historiques : une pietà du XVe siècle, une Vierge à l'Enfant du XIVe siècle et un saint Sébastien du XVe siècle,, un christ en croix du XVIIIe siècle, ainsi que les trois autels datés des XVIIIe et XIXe siècles, ; le maître-autel composé d'un tabernacle, un retable, bas-reliefs et des statues de saint Florent et saint Claude (XVIIIe siècle), et les autels latéraux.
Plusieurs verrières de Mazuet sont inscrites au titre objet : saint Augustin et sainte Monique à Ostie, charité de sainte Élisabeth de Hongrie, éducation de la Vierge, donation du rosaire à saint Dominique, mariage de la Vierge et de saint Joseph, présentation de la Vierge au Temple, Annonciation, saint Jean l’Évangéliste donnant la communion à la Vierge, Enfant Jésus, Vierge et saint Joseph dans l'atelier de Nazareth, éducation de saint Louis par sainte Blanche de Castille, bourgeois et paysans priant l'icône romaine de Notre-Dame du Perpétuel Secours, souvenir de la mission de 1899 et apparition de saint Michel à Jeanne d'Arc.

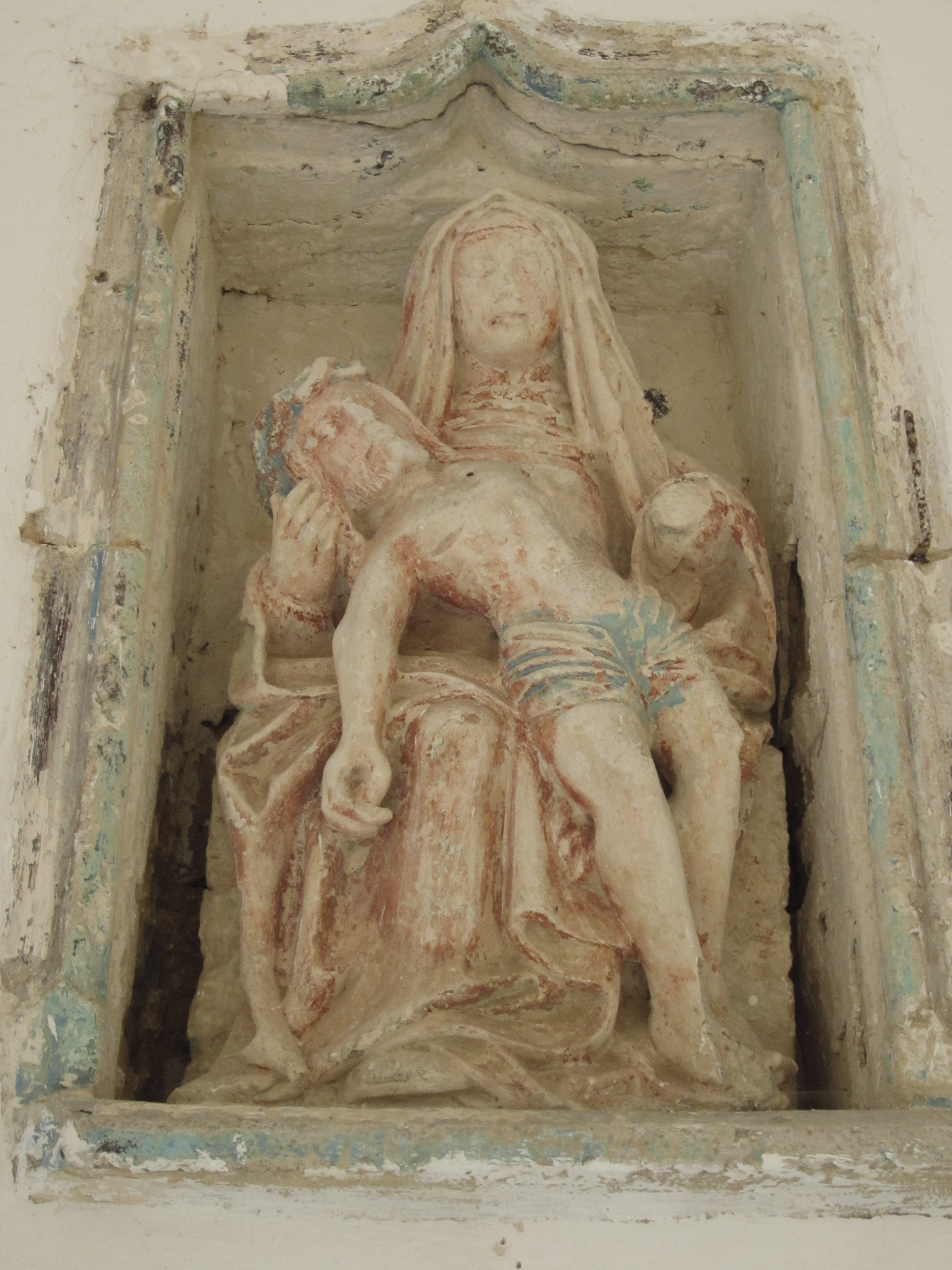
Pietà du XVe.